# Keiji Nishitani

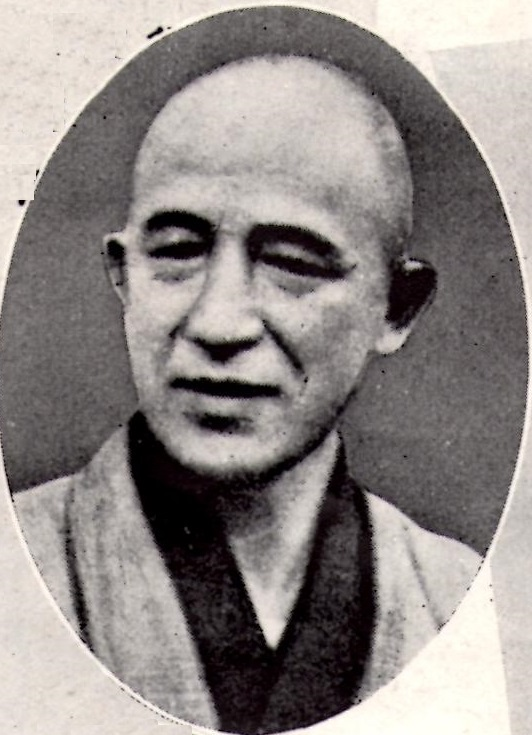
Keiji Nishitani

Nishitani Keiji (jap. 西谷 啓治; * 27. Februar 1900; † 24. November 1990) war ein japanischer Philosoph. Er gilt als einer der wichtigsten Denker der japanischen Philosophie des 20. Jahrhunderts.

## Leben und Wirken
Nishitani Keiji war Schüler und Nachfolger von Nishida Kitarō, dem Begründer der Kyōto-Schule.
1924 promovierte Nishitani über Das Ideale und das Reale bei Schelling und Bergson. In den Jahren 1937 bis 1939 hielt er sich zu Studien bei Martin Heidegger in Freiburg im Breisgau auf und lehrte seit 1943 als Professor in Kyōto. Während seines Aufenthalts in Deutschland soll Nishitani Heidegger den ersten Band von Daisetz Teitaro Suzukis Essays in Zen-Buddhism als Geburtstagsgeschenk überreicht haben und Heidegger auf diese Weise in Berührung mit dem Zen-Buddhismus, auf den er sich später vielfach bezog, gebracht haben.
Nishitani war ein Religionsphilosoph, der Erfahrungen aus der Praxis des Zen-Buddhismus mit dem Existentialismus sowie mit Martin Bubers anthropologischem Ansatz verband. Durch seine detaillierte Kenntnis der westlichen und östlichen Philosophie gelingt eine Paralleldarstellung von Nihilismus und Shunyata, die auch in christlich-theologischer Sprache formulierbar wird. Sein religionsphilosophisches Hauptwerk „Shūkyō-towa-nanika“ ist in deutscher Übersetzung unter dem Titel „Was ist Religion?“ erschienen (Frankfurt a. M. 1982). Der deutsche Philosoph Heinrich Rombach urteilte in einer Rezension des Buches: „Die Sache dieses Autors ist stimmig und überzeugend. [...] Es dürfte wohl schwer sein, eine authentischere Selbstdarstellung des asiatischen Gedankens, und zudem auf dem Niveau höchster Spekulation und aktuellster Geschichtsdeutung, zu finden.“

## Werke
- Nishitani Keiji chosakushū (Gesammelte Werke von Nishitani Keiji). Sōbunsha, Tokyo 1986–1995.
- Was ist Religion? Vom Verfasser autorisierte dt. Übertr. von Dora Fischer-Barnicol. Insel-Verlag, Frankfurt am Main 1982.
- Religion and Nothingness. The University of California Press, Berkeley 1982, ISBN 0-520-04946-2.
- The Self-Overcoming of Nihilism. State University of New York Press, Albany 1990
- The Japanese Art of Arranged Flowers. Übersetzt von Jeff Shore. In: Robert C. Solomon, Kathleen M. Higgins (Hrsg.): World Philosophy: A Text with Readings. McGraw Hill, New York 1995.

## Einzelbelege
1. ↑  Victor und Victoria Trimondi – Daisetz Teitaro Suzuki. Keine Berührungsängste vor dem Faschismus (ohne Jahr)  bei trimondi.de
2. ↑  Brief von Hans A. Fischer-Barnicol an Martin Buber vom 3. November 1964, in: Martin Buber: Briefwechsel aus sieben Jahrzehnten. Band III, Heidelberg 1975, S. 623–626.
3. ↑  Philosophisches Jahrbuch 91 (1984) 440.

| Personendaten    | Personendaten         |
| ---------------- | --------------------- |
| NAME             | Nishitani, Keiji      |
| ALTERNATIVNAMEN  | 西谷 啓治 (japanisch) |
| KURZBESCHREIBUNG | japanischer Philosoph |
| GEBURTSDATUM     | 27. Februar 1900      |
| STERBEDATUM      | 24. November 1990     |